# حارة وادي فاطمة (صنعاء)

تعديل مصدري - تعديل

حارة وادي فاطمة هي إحدى حارات حي الثورة بمديرية الثورة إحد مديريات العاصمة اليمنية صنعاء، بلغ تعداد سكانها 3392 نسمة حسب تعداد اليمن لعام 2004.